# Tony Sirico
Genaro Anthony Sirico Jr., conocido como Tony Sirico (Nueva York, 29 de julio de 1942 - Fort Lauderdale, Florida; 8 de julio de 2022) fue un actor estadounidense cuyo papel más famoso es el de Paulie Gualtieri en la serie de televisión Los Soprano.

## Carrera

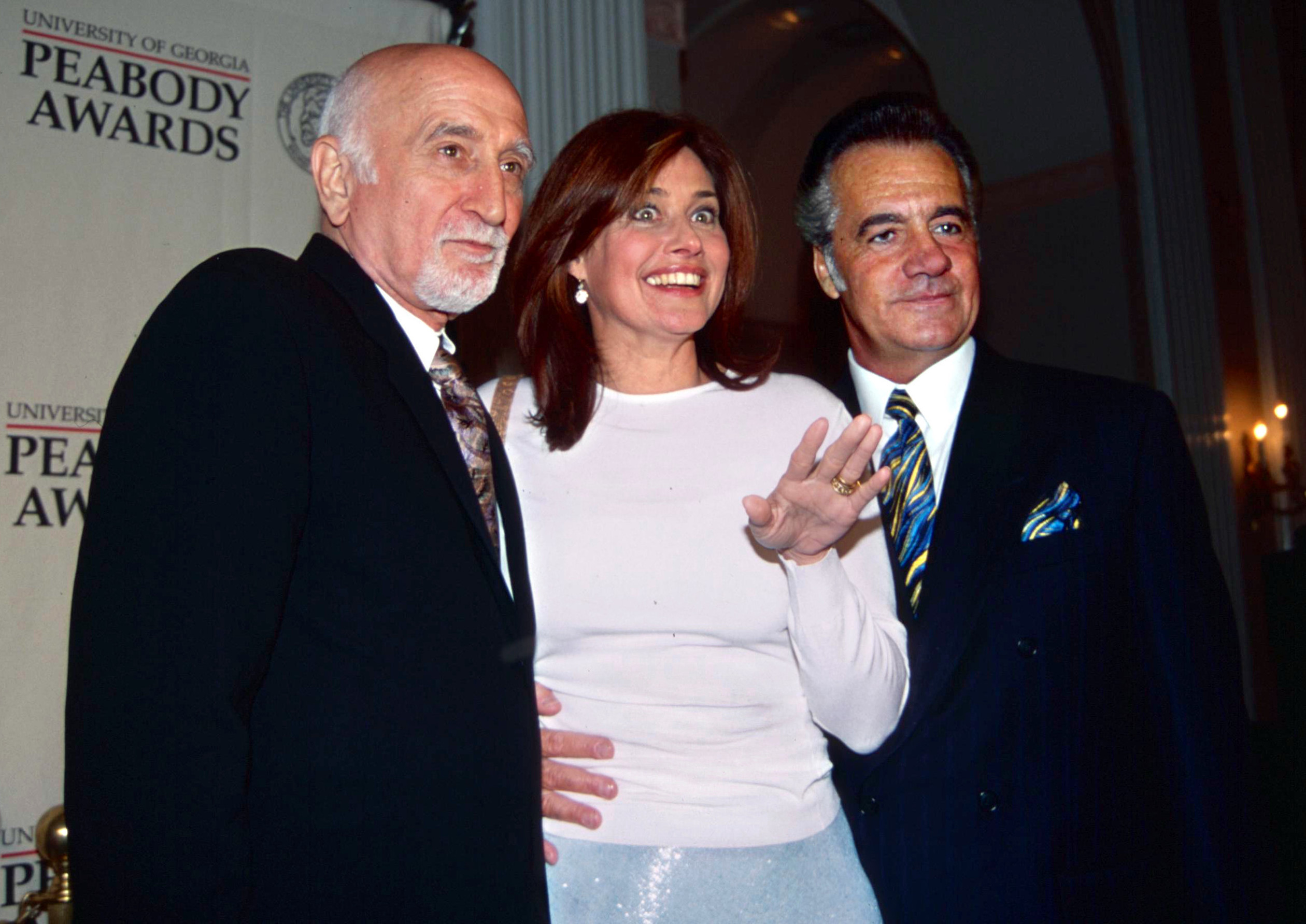
Dominic Chianese, Lorraine Bracco y Tony Sirico de "The Sopranos" en la 59ª entrega anual de los Premios Peabody, en el Waldorf=Astoria, el 22 de mayo de 2000.

Sirico nació en Midwood, Brooklyn en el seno de una familia italiana. Ha interpretado gánsteres en numerosas películas, incluyendo Desafío (1980), Un cebo llamado Elizabeth (1983), Camino de retorno (1989), Goodfellas (1990), La calle 29 (1991), Sangre fresca (Una chica insaciable) (1992), Doble juego (1993), Bullets Over Broadway (1994), Gotti (1996) y Cop Land (1997). También llegó a aparecer en la popular serie de televisión de los años 1980 Miami Vice. Sirico es Paulie Gualtieri en la serie de televisión de HBO Los Soprano. También es el actor que pone a voz a Vinny, el perro que sustituye a Brian en la serie de animación Family Guy. 
Antes de convertirse en actor, fue miembro de la mafia en la familia Colombo, sirviendo a las órdenes de Carmine "Junior" Persico y había sido arrestado en veintiocho ocasiones. Hay una referencia a este hecho en Los Soprano cuando Paulie dice: "lo hice durante los años 1970, por la piel de mis pelotas cuando los Colombo iban en ello". En 1967, fue enviado a prisión por asaltar un club nocturno en Brooklyn, pero fue liberado tras cumplir 13 meses. En 1971, fue hallado culpable de posesión de armas criminales y sentenciado a un tiempo indeterminado de prisión de hasta cuatro años, de los cuales Sirico acabó cumpliendo veinte meses. Según la transcripción, en el momento de la sentencia tenía también pendiente cargos por posesión de drogas. En una entrevista para la revista Cigar Aficionado, Sirico dijo que durante su encarcelamiento fue visitado por un grupo de actuación conformado por exconvictos, lo que lo impulsó a darle una oportunidad a la actuación. En 1989, apareció en un documental, The Big Bang de James Toback, en donde habla sobre su juventud.
Sirico ha estado ligado al Partido Republicano. Donó 1000 dólares para la campaña presidencial de Rudolph Giuliani.

## Fallecimiento
Falleció en la madrugada del 8 de julio de 2022, según informaron sus familiares. En sus últimos años de vida padeció de problemas cardíacos crónicos.

## Filmografía

### Cine
- Fingers (1978)
- Love and Money (1982)
- Goodfellas (1990)
- Romeo Is Bleeding (1993)
- Bullets Over Broadway (1994)
- Mighty Aphrodite (1995)
- Gotti (1996)
- Cop Land (1997)
- Deconstructing Harry (1997)
- Mickey Blue Eyes (1998)
- Mob Queen (1998)
- Celebrity (1998)
- Wonder Wheel (2017)

### Televisión
- Kojak - serie TV, episodio 5x11 (1977)
- Los Soprano - Paulie Gualtieri (1999-2007)
- The Fairly OddParents - serie animada, voz
- Chuck - serie TV, episodio 3x08 (2010)
- Family Guy - serie animada, voz